# Bromus arrhenatheroides
Bromus arrhenatheroides är en gräsart som beskrevs av John Gilbert Baker. Bromus arrhenatheroides ingår i släktet lostor, och familjen gräs. Inga underarter finns listade i Catalogue of Life.